# Liste des ministres haïtiens des Affaires sociales et du Travail
Cet article liste les ministres chargés du ministère des affaires sociales et du travail en Haiti. 

## Liste des ministres
| Début             | Fin               | Ministre                  |
| ----------------- | ----------------- | ------------------------- |
| 27 juin 1924      | 22 octobre 1924   | Louis Prophète            |
| 22 octobre 1924   | 21 août 1925      | Hermann Héreaux           |
| 21 août 1925      | 15 novembre 1926  | Hénec Dorsinville         |
| 15 novembre 1926  | 31 mai 1928       | Auguste Scott             |
| 31 mai 1928       | 25 novembre 1929  | Charles Bouchereau        |
| 25 novembre 1929  | 27 janvier 1930   | Hannibal Price            |
| 27 janvier 1930   | 22 avril 1930     | Elie Lescot               |
| 22 avril 1930     | 15 mai 1930       | Louis Edouard Rousseau    |
| 15 mai 1930       | 19 août 1930      | Damoclès Vieux            |
| 19 août 1930      | 22 novembre 1930  | Darthon Latortue          |
| 22 novembre 1930  | 18 mai 1931       | Antoine V. Carré          |
| 18 mai 1931       | 17 mai 1932       | Alexandre Etienne         |
| 17 mai 1932       | 20 septembre 1933 | Paul Salomon              |
| 20 septembre 1933 | 24 décembre 1937  | Juvigny Vaugues           |
| 24 décembre 1934  | 17 août 1925      | Léon Liautaud             |
| 17 août 1925      | 10 octobre 1936   | Edmé Manigat              |
| 10 octobre 1936   | 29 novembre 1937  | Auguste Turnier           |
| 29 novembre 1937  | 5 janvier 1940    | Dumarsais Estimé          |
| 5 janvier 1940    | 10 octobre 1940   | Luc Fouché                |
| 10 octobre 1940   | 18 janvier 1941   | Joseph D. Charles         |
| 18 janvier 1841   | 15 mai 1941       | Edward Volel              |
| 15 mai 1941       | 11 janvier 1946   | Maurice Dartigue          |
| 12 janvier 1946   | 16 août 1946      | Eugène Kerby              |
| 19 août 1946      | 26 octobre 1946   | Maurice Latortue          |
| 6 octobre 1946    | 10 avril 1947     | Philippe Charlier         |
| 10 avril 1947     | 8 décembre 1947   | Emile Saint-Lot           |
| 8 décembre 1947   | 26 novembre 1948  | Jean P. David             |
| 26 novembre 1948  | 14 octobre 1949   | Louis Bazin               |
| 14 octobre 1949   | 10 mai 1950       | François Duvalier         |
| 10 mai 1950       | 12 mai 1950       | Alix Pasquet (a. i.)      |
| 12 mai 1950       | 19 août 1950      | Emile Saint-Lot           |
| 19 août 1950      | 6 décembre 1950   | Lélio Dalencourt          |
| 6 décembre 1950   | 5 mai 1951        | Montferrier Pierre        |
| 5 mai 1951        | 1 avril 1953      | Clément Jumelle           |
| 1 avril 1953      | 6 septembre 1955  | Roger Dorsinville         |
| 6 septembre 1955  | 29 août 1956      | Jacques A. François       |
| 29 août 1956      | 14 décembre 1956  | Séjour Laurent            |
| 14 décembre 1956  | 9 février 1957    | Joseph Buteau             |
| 9 février 1957    | 2 avril 1957      | Marc aoûtin               |
| 6 avril 1957      | 25 mai 1957       | Seymour Lamothe           |
| 25 mai 1957       | 14 juin 1957      | Anthony Hervilus          |
| 14 juin 1957      | 22 octobre 1957   | André Fareau              |
| 22 octobre 1957   | 6 décembre 1957   | Antoine Pierre-Paul       |
| 6 décembre 1957   | 19 février 1958   | Théodore Nicoleau         |
| 19 février 1958   | 17 juin 1958      | Colbert Bonhomme          |
| 17 jun 1958       | 4 novembre 1958   | Jean A. Magloire          |
| 4 novembre 1958   | 21 septembre 1959 | Lucien Bélizaire          |
| 19 décembre 1959  | 30 mai 1961       | Frédéric Desvarieux       |
| 30 mai 1961       | 6 octobre 1962    | Gasner Kersaint           |
| 6 octobre 1962    | 31 mars 1976      | Max A. Antoine            |
| 31 mars 1976      | 3 novembre 1978   | Achille Salvant           |
| 3 novembre 1978   | 23 avril 1980     | Hubert De Ronceray        |
| 23 avril 1980     | 30 avril 1982     | Ulysse Pierre-Louis       |
| 12 July 1982      | 5 octobre 1984    | Théodore Achille          |
| 5 octobre 1984    | 12 septembre 1985 | Arnold Blain              |
| 12 septembre 1985 | 5 novembre 1985   | Hervé Denis               |
| 5 novembre 1985   | 30 décembre 1985  | Jean-Robert Estimé        |
| 30 décembre 1985  | 7 février 1986    | Daniel Supplice           |
| 7 février 1982    | 24 mars 1986      | Thony Auguste             |
| 24 mars 1986      | 7 février 1988    | Gérard Noël               |
| 12 février 1988   | 20 juin 1988      | Harry Carrénard           |
| 20 juin 1988      | 18 septembre 1988 | Phèdre Désir              |
| 18 septembre 1988 | 16 février 1990   | Arnault Guerrier          |
| 16 février 1990   | 16 mars 1990      | Camille D. Sylaire        |
| 16 mars 1990      | 24 août 1990      | Claudette Werleigh        |
| 24 août 1990      | 7 février 1990    | Carlo Désinor             |
| 19 février 1990   | 14 juin 1991      | Ernst Verdieu             |
| 14 juin 1991      | 30 septembre 1991 | Myrtho Célestin           |
| 15 octobre 1991   | 19 juin 1992      | Joachim Pierre            |
| 19 juin 1992      | 1 septembre 1993  | André Brutus              |
| 1 septembre 1993  | 16 mai 1994       | Bertony Berry             |
| 16 mai 1994       | 8 novembre 1994   | Maud Timothée             |
| 8 novembre 1994   | 10 août 1995      | Enold Joseph              |
| 10 août 1995      | 6 mars 1996       | Mathilde Flambert         |
| 6 mars 1996       | 24 mars 1999      | Pierre D. Amédée          |
| 24 mars 1999      | 2 mars 2001       | Mathilde Flambert         |
| 2 mars 2001       | 29 février 2004   | Eudes Saint-Preux Craan   |
| 17 mars 2004      | 23 juin 2005      | Pierre Claude Calixte     |
| 23 juin 2005      | 9 juin 2006       | Franck Charles            |
| 9 juin 2006       | 5 novembre 2008   | Gérald Germain            |
| 5 novembre 2008   | 11 novembre 2009  | Gabrielle P. Beaudin      |
| 11 novembre 2009  | 2 septembre 2010  | Yves Christallin          |
| 6 septembre 2010  | 18 octobre 2011   | Gérald Germain            |
| 18 octobre 2011   | 14 mai 2012       | François R. Lafaille      |
| 14 mai 2012       | 6 août 2012       | Ronsard Saint-Cyr         |
| 6 août 2012       | 21 janvier 2013   | Josefa Gauthier           |
| 21 janvier 2013   | 18 janvier 2015   | Charles Jean-Jacques      |
| 18 janvier 2015   | 7 septembre 2015  | Victor Benoit             |
| 7 septembre 2015  | 23 mars 2016      | Ariel Henry               |
| 23 mars 2016      | 13 mars 2017      | Jean René Antoine Nicolas |
| 13 mars 2017      | 29 août 2017      | Roosevelt Bellevue        |
| 29 août 2017      | 13 septembre 2017 | Jack Guy Lafontant (a.i.) |
| 13 septembre 2017 | -                 | Stéphanie Auguste         |